# 横廠式ホ号乙型試作水上機
横廠式ホ号乙型試作水上機（よこしょうしきほごうおつがたしさくすいじょうき）は、大日本帝国海軍が試作した水上機。

## 概要
横須賀海軍工廠（横廠）造兵部飛行機工場は、1916年（大正5年）1月に偵察機および爆撃機として使用可能な、高い滞空性能を持つ実験機を2機試作した。1918年（大正7年）6月に「横廠式ホ号乙型試作水上機」と命名されたこの機体は、中島知久平機関大尉の主務と馬越喜七中尉の協力によって設計されたもので、中島らが先に手がけた横廠式中島トラクター試作水上機の系譜に連なる木製骨組に羽布張りの複葉機だった。降着装置は双フロート、エンジンはサルムソン 2M-7を装備。また、1919年（大正8年）から1920年（大正9年）にかけてエンジンをプジョー V-8 水冷V型8気筒（最大230 hp）に変更した改良型2機が製造されている。
性能は1916年に輸入されたショート 184と同等であり、実用レベルに至っていたが、当時は飛行機を運用する作戦部隊が存在しなかったため、量産化には至らず研究機としてのみ用いられた。

## 諸元
- 全長：9.60 m
- 全幅：21.00 m
- 全高：4.122 m
- エンジン：サルムソン 2M-7 水冷星型7気筒（公称200 hp） × 1
- 最大速度：96 km/h
- 航続時間：11.7時間
- 武装：爆弾を搭載可能
- 乗員：2名